# Авдеев, Сергей Васильевич
Серге́й Васи́льевич Авде́ев (род. 1 января 1956, Чапаевск, Куйбышевская область) — советский космонавт, Герой России.

## Биография
Окончил школу с похвальной грамотой.
В 1979 году окончил Московский инженерно-физический институт по специальности «Экспериментальная ядерная физика».
В 1981 году окончил университет марксизма-ленинизма МК КПСС, факультет идеологических кадров. Получил высшее политическое образование. С мая 1985 года член КПСС.
В 1986 году окончил заочную аспирантуру Московского инженерно-физического института. С 18 мая 2001 года — кандидат физико-математических наук, его диссертация была посвящена исследованию причин световых вспышек в глазах космонавтов.
Сергей Авдеев женат (жена — Мария Аврамиевна Побединская, корреспондент журнала «Новости космонавтики»), имеет двоих дочерей — Марию (1981 г.р.) и Клементину (1991 г.р.).
После окончания института работал в конструкторском бюро, и так случилось, что его подразделением был отряд космонавтов. B марте 1987 года отобран в отряд космонавтов, в июлe 1987 года назначен на должность кандидата в космонавты-испытатели 291-го отдела НПО «Энергия». С декабря 1987 по июль 1989 года прошёл общекосмическую подготовку в ЦПК имени Ю. А. Гагарина. В ноябре 1989 года назначен на должность космонавта-испытателя 291-го отдела (отряда космонавтов) НПО «Энергия».
С августа 1989 года проходил подготовку к полёту на ОК «Мир» в качестве бортинженера резервного экипажа (вместе с А. П. Арцебарским).
 В декабре 1990 года — мае 1991 года проходил подготовку в качестве бортинженера резервного (третьего) экипажа КК «Союз ТМ-12» по программе ЭО-9 на ОК «Мир» вместе с А. С. Викторенко.
 В июне-июле 1991 года проходил подготовку в качестве бортинженера дублирующего экипажа КК «Союз ТМ-13» по программе ЭО-10/«Аустромир» на ОК «Мир» вместе с А. С. Викторенко и К. Лоталлером (Австрия). 10 июля 1991 г. Госкомиссия приняла решение о совмещении советско-австрийского полёта и полёта с участием казахского космонавта. В связи с этим С. В. Авдеев был выведен из экипажа и заменён Т. Мусабаевым.
 В октябре 1991 — феврале 1992 года проходил подготовку в качестве бортинженера дублирующего экипажа КК «Союз ТМ-14» по программе ЭО-11/Mir-92 на ОК «Мир» вместе с А. Я. Соловьёвым и Р. Эвальдом (ФРГ).
 В апреле — июле 1992 г. проходил подготовку в качестве бортинженера основного экипажа КК «Союз ТМ-15» по программе ЭО-12 на ОК «Мир» вместе с А. Я. Соловьёвым и М. Тонини (Франция).

## Космические полёты
Первый космический полёт выполнил 27 июля 1992 года — 1 февраля 1993 года в качестве бортинженера КК «Союз ТМ-15» и ОК «Мир» по программе ЭО-12/«Антарес». Стартовал вместе с Анатолием Соловьёвым и Мишелем Тонини. Посадку совершил вместе с А. Соловьёвым. Работал на станции вместе с А. Викторенко и А. Калери (ЭО-11), Г. Манаковым и А. Полещуком (ЭО-13). 

За время полёта четырежды выходил в открытый космос общей продолжительностью 18 ч 21 мин. 
Длительность полёта — 188 суток 21 час 41 минута 15 секунд. Позывной — Родник-2.
В марте-сентябре 1994 года проходил подготовку в качестве бортинженера дублирующего экипажа КК «Союз ТМ-20» по программе ЭО-17/Euromir-94 на ОК «Мир» вместе с Ю. Гидзенко и П. Дуке (ЕКА). 
В октябре 1994 — августе 1995 года проходил подготовку в качестве бортинженера основного экипажа КК «Союз ТМ-22» по программе ЭО-20/«Euromir-95» на ОК «Мир» вместе с Ю. Гидзенко и Т. Райтером (ЕКА).
Второй космический полёт выполнил 3 сентября 1995 года — 29 февраля 1996 года в качестве бортинженера КК «Союз ТМ-22» и ОК «Мир» по программе ЭО-20/«Euromir-95» вместе с Ю. Гидзенко и Т. Райтером (ЕКА). Работал на станции вместе с А. Соловьёвым и Н. Будариным (ЭО-19), Ю. Онуфриенко и Ю. Усачёвым (ЭО-21), а также экипажем «Атлантиса» STS-74. 
За время полёта совершил выход в открытый космос продолжительностью 5 ч 16 мин и работал в разгерметизированном отсеке (29 мин). 
Длительность полёта — 179 суток 1 час 41 минута 48 секунд. Позывной — Уран-2.
В сентябре 1996 года — июле 1997 года проходил подготовку в качестве бортинженера дублирующего экипажа КК «Союз ТМ-26» по программе ЭО-24 на ОК «Мир» вместе с Г. Падалкой и Ж.-П. Эньере (Франция). 
В октябре 1997 — июле 1998 года проходил подготовку в качестве бортинженера основного экипажа КК «Союз ТМ-28» по программе ЭО-26 на ОК «Мир» вместе с Г. Падалкой и Ю. Батуриным.
Третий космический полёт выполнил 13 августа 1998 года — 28 августа 1999 года в качестве бортинженера КК «Союз ТМ-28» и ОК «Мир» по программе ЭО-26 вместе с Г. Падалкой и Ю. Батуриным и ЭО-27 вместе с В. Афанасьевым и Ж.-П. Эньере (Франция). 15 августа 1998 года Госкомиссия приняла решение (на основании решения коллегии РКА от 33.06.1998 г.) о продлении полёта С. Авдеева на 27-ю основную экспедицию в качестве первого бортинженера. Посадку совершил на КК «Союз ТМ-29». За время полёта четырежды выходил в открытый космос общей продолжительностью 17 ч 53 мин. В том числе 30 минут работал в разгерметизированном модуле  «Спектр».
Длительность полёта — 379 суток 14 часов 51 минута 10 секунд. Позывные — Альтаир-2 и Дербент-2.
В ходе полёта участвовал в международном общественном научно-просветительском проекте «Знамя Мира».
Общая продолжительность пребывания в космосе — 747 суток 14 часов 14 минут (в сумме за три полёта). До 2005 года владел мировым рекордом по суммарному времени пребывания в космосе, пока его не обошёл Сергей Крикалёв. Совершил 10 выходов в открытый космос общей продолжительностью 42 часа 1 минута.
14 февраля 2003 года приказом генерального директора Росавиакосмоса уволен с должности инструктора-космонавта-испытателя РКК «Энергия» в связи с уходом на пенсию по выслуге лет. Продолжает трудовую деятельность в АО «ЦНИИМаш».
Статистика
| # | Стартовый корабль | Старт, UTC        | Экспедиция            | Корабль посадки | Посадка, UTC      | Налёт                        | Выходы в открытый космос | Время в открытом космосе |
| - | ----------------- | ----------------- | --------------------- | --------------- | ----------------- | ---------------------------- | ------------------------ | ------------------------ |
| 1 | Союз ТМ-15        | 27.07.1992, 06:08 | Союз ТМ-15, Мир-12    | Союз ТМ-15      | 01.02.1993, 03:48 | 188 суток 21 час 39 минут    | 4                        | 18 часов 21 минута       |
| 2 | Союз ТМ-22        | 03.09.1995, 09:00 | Союз ТМ-22, Мир-20    | Союз ТМ-22      | 29.02.1996, 10:42 | 179 суток 01 час 41 минута   | 2                        | 05 часов 45 минут        |
| 3 | Союз ТМ-28        | 13.08.1998, 09:43 | Союз ТМ-28, Мир-26/27 | Союз ТМ-29      | 28.08.1999, 00:34 | 379 суток 14 часов 51 минута | 4                        | 17 часов 53 минуты       |
|   |                   |                   |                       |                 |                   | 747 суток 14 часов 11 минут  | 10                       | 41 час 59 минут          |

## Награды и звания
- Герой Российской Федерации (5 февраля 1993) — за успешное осуществление космического полёта на орбитальном научно-исследовательском комплексе «Мир» и проявленные при этом мужество и героизм[6]
- Орден «За заслуги перед Отечеством» II степени (22 ноября 1999) — за мужество и героизм, проявленные во время длительного космического полёта на орбитальном научно-исследовательском комплексе «Мир»[7]
- Орден «За заслуги перед Отечеством» III степени (1 апреля 1996) — за успешное осуществление космического полёта на орбитальном научно-исследовательском комплексе «Мир» и проявленные при этом мужество и героизм[8]
- Медаль «За заслуги в освоении космоса» (12 апреля 2011 года) — за большие заслуги в области исследования, освоения и использования космического пространства, многолетнюю добросовестную работу, активную общественную деятельность[9]
- Медаль Алексея Леонова (Кемеровская область, 2015) — за десять совершённых выходов в открытый космос[10]
- Кавалер ордена Почётного легиона (Франция, март 1999).
- Лётчик-космонавт Российской Федерации (5 февраля 1993)[11]
- Кандидат в мастера спорта по лёгкой атлетике
- В 2004 г. присвоено звание «Почетный гражданин города Чапаевска Самарской области»